# Galanta
 Ovo je glavno značenje pojma Galanta. Za druga značenja pogledajte Okrug Galanta.
Galanta (njem. Gallandau, mađ. Galánta) je grad u zapadnoj Slovačkoj u Trnavskom kraju upravno središte Okruga Galanta.

## Zemljopis
Galanta leži u podunavskoj nizini (Podunajská nížina), u toplom južnom dijelu Slovačke, udaljena je od glavnog grada Slovačke Bratislave 50 km istočno. Galanta je okružena poljoprivrednim zemljištem na kojem se uzgaja kukuruz, pšenica i druge kulture.

## Povijest
Područje oko Galante ima gotovo stalna naselja još od neolitika. Od druge polovice 10. stoljeća do 1918. godine, bila je u sklopu Kraljevine Ugarske. Prvi pisani zapis o Galanti je iz 1237., a spominje se u kraljevskom dokumentu Bele IV. Kroz godine, naselje je mijenjalo svoje gospodare. Počev od 1421. kada je obitelj Esterházy počela vladati gradom, i vladala je njime 6. stoljeća. Godine 1613. ili 1614. u gradu je dozvoljena slobodna trgovina. Nakon raspada Austro-Ugarske, grad je postao dio nove države Čehoslovačke. Kao rezultat Prve bečke arbitraže, grad je vraćen Mađarskoj od 1938. do 1945. godine.

## Stanovništvo
| Godina:     | 1993.  | 2003.   | 2013.   | 2023.   |
| ----------- | ------ | ------- | ------- | ------- |
| Broj ljudi: | 16 919 | 16 019  | 15 063  | 15 339  |
| Razlika:    |        | -5,31 % | -5,96 % | +1,83 % |

| Godina:     | 2022.  | 2023.   |
| ----------- | ------ | ------- |
| Broj ljudi: | 15 277 | 15 339  |
| Razlika:    |        | +0,40 % |

Po popisu stanovništva iz 2001. godine grad je imao 16.365 stanovnika.
Nacionalnost: 
- Slovaci 60,35 %
- Mađari 36,80 %
- Romi 1,07 %
- Česi 0,70 %

Prema vjeroispovijesti najviše je rimokatolika 67,05 %, ateista 20,07 % i luterana 6,34 %.

## Poznate osobe
- František Valábek (*1907. – † 1980.), SDB, rimokatolički svećenik, religijski zatvorenik (osuđen na 6 godina zatvora).[7]

## Gradovi prijatelji
- Mikulov, Češka
- Paks, Mađarska
- Tótkomlós, Mađarska
- Kecskemét, Mađarska
- Liptovský Mikuláš, Slovačka
- Bečej, Srbija

## Vanjske poveznice
- Službena stranica

### Ostali projekti
|  | Zajednički poslužitelj ima još gradiva o temi Galanta |